# Luilekkerland (Jommeke)
Luilekkerland is het 62ste stripverhaal van Jommeke. De reeks wordt getekend door striptekenaar Jef Nys.

## Personages
- Jommeke
- Flip
- Filiberke
- Annemieke
- Rozemieke
- Choco
- professor Gobelijn
- apen van Paradijseiland
- kleine rollen : Pekkie, Theofiel, papegaaien van Paradijseiland, personeel boot, dierentuin, ...

## Verhaal
Een schip haalt een aap op die op een boomstam in de zee ronddobbert. Het schip vaart naar de haven van Antwerpen waarna de aap uiteindelijk in de dierentuin van Antwerpen belandt. Via een stripverhaal van Jommeke ontdekt men dat de aap naar Jommeke wil. Jommeke en Flip vermoeden dat het een van de apen van Paradijseiland is. Ze vermoeden dat er iets mis is op het eiland en besluiten naar daar te vertrekken. Filiberke en de Miekes gaan mee. Choco blijft echter thuis als proefkonijn voor een nieuwe uitvinding van professor Gobelijn. Pekkie gaat eveneens niet mee want hij zit de hele tijd bij de poedel van Filiberkes buurvrouw.
De vrienden trekken naar Paradijseiland met het schip dat de aap meebracht en hebben een kist geneesmiddelen mee. Op het eiland merken de vrienden dat er een zware storm gewoed heeft. Heel wat bomen zijn ontworteld en veel apen zijn gewond. Hun oude boomhut is ook vernield. De vrienden hebben hun handen vol met het verzorgen van de apen. Ondertussen blijkt thuis dat Choco door de nieuwe uitvinding van de professor kan spreken. De professor en Choco besluiten daarop om ook naar Paradijseiland te gaan. Zij gaan met de vliegende bol. De professor neemt een krachtig geneesmiddel voor breuken mee en Choco neemt in het geheim de stof mee waardoor hij kan spreken. Op Paradijseiland geeft Choco alle apen een spuit met het geneesmiddel en spreekmiddel. De apen herstellen vlot, maar beginnen ook te spreken. Zij danken de vrienden voor hun hulp en willen voor hen een 'luilekkerland' inrichten. Ze bouwen een nieuwe woning voor de vrienden, een zwembad, ... Een van de apinnen, dikke Nina, profiteert van de verstrooidheid van de professor om hem ten huwelijk te vragen. De apen organiseren een feest, maar de professor kan met de bol vluchten. Nina is echter mee in de bol geslopen. Ook de andere apen zijn menselijk geworden en worden verliefd op de vrienden. De dag na het feest blijkt het middel alweer uitgewerkt. De apen zijn terug apen geworden. Kort daarna komt het schip de vrienden weer ophalen. Terug thuis blijkt ook dikke Nina de oude te zijn. Ze doet dienst als afwasser bij de professor. Het verhaal eindigt wanneer Pekkie aankomt met zijn vriendin en zes puppy's.

## Achtergronden bij het verhaal
- Dit album draait volledig rond de apen van Paradijseiland zoals het gelijknamige album. Het thema met de apen waar allerlei leuks mee gedaan wordt, is een veelvoorkomend thema in de oudste albums van de reeks.
- In dit verhaal krijgt het dorp van Jommeke voor het eerst een naam : 'Zonnedorp'.
- In dit album speelt Filiberke drenkeling.
- De stad Antwerpen is de eerste Belgische stad die in de reeks vermeld en getekend wordt. De haven en dierentuin worden vermeld.
- Pekkie is voor de tweede keer in de reeks vader geworden, maar opnieuw wordt deze verhaallijn niet verder behandeld.
- Voor het eerst in de reeks krijgt Choco een sprekende rol, zij het door een uitvinding van de professor.